# Liste der Staatsoberhäupter 1917
Übersicht
◄◄ | ◄ | 1913 | 1914 | 1915 | 1916 | Liste der Staatsoberhäupter 1917 | 1918 | 1919 | 1920 | 1921 | ► | ►►

Weitere Ereignisse

## Afrika
- Ägypten (1914–1936 britisches Protektorat)
  - Staatsoberhaupt:
    - Sultan Hussein Kamil (1914–9. Oktober 1917)
    - Sultan Fu'ād I. (9. Oktober 1917–1936) (ab 1922 König)

  - Regierungschef: Ministerpräsident Hussein Rushdi Pascha (1914–1919)
  - Britischer Hochkommissar:
    - Henry McMahon (1915–1. Januar 1917)
    - Reginald Wingate (1. Januar 1917–1919)

- Äthiopien
  - Staats- und Regierungschef: Kaiserin Zauditu (1916–1930)
    - Regent: Ras Tafari Makonnen (1916–1930) (1930–1974 Kaiser)

- Liberia
  - Staats- und Regierungschef: Präsident Daniel E. Howard (1912–1920)

- Südafrika
  - Staatsoberhaupt: König Georg V. (1910–1936)
    - Generalgouverneur: Sydney Buxton, 1. Viscount Buxton (1914–1920)

  - Regierungschef: Ministerpräsident Louis Botha (1910–1919) (1907–1910 Ministerpräsident von Transvaal)

## Amerika

### Nordamerika
- Kanada
  - Staatsoberhaupt: König Georg V. (1910–1936)
    - Generalgouverneur: Victor Cavendish, 9. Duke of Devonshire (1916–1921)

  - Regierungschef: Premierminister Robert Borden (1911–1920)

- Mexiko
  - Staats- und Regierungschef: Präsident Venustiano Carranza (1914, 1915–1920)

- Neufundland
  - Staatsoberhaupt: König Georg V. (1910–1936)
    - Gouverneur:
      - Walter Edward Davidson (1913–Oktober 1917)
      - Charles Alexander Harris (Oktober 1917–1922)

  - Regierungschef:
    - Premierminister Edward Morris (1909–31. Dezember 1917)
    - Premierminister William Frederick Lloyd (31. Dezember 1917–1919) (bis 1918 kommissarisch)

- Vereinigte Staaten von Amerika
  - Staats- und Regierungschef: Präsident Woodrow Wilson (1913–1921)

### Mittelamerika
- Costa Rica
  - Staats- und Regierungschef:
    - Präsident Alfredo González Flores (1914–27. Januar 1917)
    - Präsident Federico Alberto Tinoco Granados (27. Januar 1917–1919)

- Dominikanische Republik (1916–1924 von den USA besetzt)
  - Staats- und Regierungschef: Militärgouverneur Harry Shepard Knapp (1916–1918)

- El Salvador
  - Staats- und Regierungschef: Präsident Carlos Meléndez (1913–1914, 1915–1918)

- Guatemala
  - Staats- und Regierungschef: Präsident Manuel José Estrada Cabrera (1898–1920)

- Haiti (1915–1934 von den USA besetzt)
  - Staats- und Regierungschef: Präsident Philippe Sudré Dartiguenave (1915–1922)

- Honduras
  - Staats- und Regierungschef: Präsident Francisco Bertrand (1911–1912, 1913–1919)

- Kuba
  - Staats- und Regierungschef: Präsident Mario García Menocal (1913–1921)

- Nicaragua
  - Staats- und Regierungschef:
    - Präsident Adolfo Díaz (1911–1. Januar 1917, 1926–1929)
    - Präsident Emiliano Chamorro Vargas (1. Januar 1917–1921, 1926–1929)

- Panama
  - Staats- und Regierungschef: Präsident Ramón Maximiliano Valdés (1916–1918)

### Südamerika
- Argentinien
  - Staats- und Regierungschef: Präsident Hipólito Yrigoyen (1916–1922, 1928–1930)

- Bolivien
  - Staats- und Regierungschef:
    - Präsident Ismael Montes (1904–1909, 1913–15. August 1917)
    - Präsident José Gutiérrez Guerra (15. August 1917–1920)

- Brasilien
  - Staats- und Regierungschef: Präsident Venceslau Brás (1914–1918)

- Chile
  - Staats- und Regierungschef: Präsident Juan Luis Sanfuentes (1915–1920)

- Ecuador
  - Staats- und Regierungschef: Präsident Alfredo Baquerizo Moreno (1912, 1916–1920, 1931–1932)

- Kolumbien
  - Staats- und Regierungschef: Präsident José Vicente Concha (1914–1918)

- Paraguay
  - Staats- und Regierungschef: Präsident Manuel Franco (1916–1919)

- Peru
  - Staatsoberhaupt: Präsident José Pardo y Barreda (1904–1908, 1915–1919) (1903–1904 Ministerpräsident)
  - Regierungschef:
    - Ministerpräsident Enrique de la Riva-Agüero y Looz Corswaren  (1899–1900, 1915–27. Juli 1917)
    - Ministerpräsident  Francisco Tudela y Varela (27. Juli 1917–1918)

- Uruguay
  - Staats- und Regierungschef: Präsident Feliciano Viera (1915–1919)

- Venezuela
  - Staats- und Regierungschef: Präsident Victorino Márquez Bustillos (1914–1922) (kommissarisch)

## Asien

### Ost-, Süd- und Südostasien
- Bhutan
  - Herrscher: König Ugyen Wangchuk (1907–1926)

- China
  - Staatsoberhaupt:
    - Präsident Li Yuanhong (1916–1. Juli 1917)
    - Kaiser Puyi (1. Juli–12. Juli 1917)
    - Präsident Li Yuanhong (12. Juli–17. Juli 1917)
    - Präsident Feng Kuo-chang (17. Juli 1917–1918)

  - Regierungschef:
    - Premier des Staatsrats Duan Qirui (1916–23. Mai 1917)
    - Premier des Staatsrats Wu Tingfang (23. Mai–28. Mai 1917)
    - Premier des Staatsrats Li Jingxi (28. Mai–1. Juli 1917)
    - Ministerpräsident Chang Hsün (1. Juli–17. Juli 1917)
    - Premier des Staatsrats Duan Qirui (17. Juli–22. November 1917)
    - (amtierend) Wang Daxie (22. November–30. November 1917)
    - (amtierend) Wang Shizhen (30. November 1917–1918)

- Britisch-Indien
  - Kaiser: Georg V. (1910–1936)
  - Vizekönig: Frederic Thesiger (1916–1921)

- Japan
  - Staatsoberhaupt: Kaiser Yoshihito (1912–1926)
  - Regierungschef: Premierminister Terauchi Masatake (1916–1918)

- Nepal
  - Staatsoberhaupt: König Tribhuvan (1911–1955)
  - Regierungschef: Ministerpräsident Chandra Shamsher Jang Bahadur Rana (1901–1929)

- Siam (heute: Thailand)
  - Herrscher: König Vajiravudh (1910–1925)

### Vorderasien
- Persien (heute: Iran)
  - Staatsoberhaupt: Schah Ahmad Schah Kadschar (1909–1925)
  - Regierungschef:
    - Ministerpräsident Hassan Vosough al-Dowleh (1916–5. Juni 1917)
    - Ministerpräsident Mohammad Ali Khan Ala al-Saltaneh (1917)
    - Ministerpräsident Abdol Madschid Mirza Eyn-al-Dowleh (1917–1918)

### Zentralasien
- Afghanistan
  - Herrscher: Emir Habibullah Khan (1901–1919)

- Mongolei (umstritten)
  - Staatsoberhaupt: Bogd Khan (1911–1924)
  - Regierungschef: Ministerpräsident Sain Nojon Khan Shirindambyn Namnansüren (1912–1919)

- Tibet (umstritten)
  - Herrscher: Dalai Lama Thubten Gyatso (1913–1933)

## Australien und Ozeanien
- Australien
  - Staatsoberhaupt: König Georg V. (1910–1936)
  - Generalgouverneur: Viscount Ronald Munro-Ferguson (1914–1920)
  - Regierungschef: Premierminister Billy Hughes (1915–1923)

- Neuseeland
  - Staatsoberhaupt: König Georg V. (1910–1936)
  - Gouverneur: Earl Arthur Foljambe (1912–1920, Generalgouverneur ab 28. Juni)
  - Regierungschef: Premierminister William Massey (1912–1925)

## Europa
- Albanien (1916–1918 besetzt)

- Andorra
  - Co-Fürsten:
    - Staatspräsident von Frankreich: Raymond Poincaré (1913–1920)
    - Bischof von Urgell: Juan Benlloch y Vivó (1907–1919)

- Belgien (1914–1918 von Deutschland besetzt)
  - Staatsoberhaupt: König Albert I. (1909–1934)
  - Regierungschef: Ministerpräsident Charles Baron de Broqueville (1911–1918, 1932–1934) (1914–1918 im Exil)

- Bulgarien
  - Staatsoberhaupt: Zar Ferdinand I. (1887–1918) (bis 1908 Fürst)
  - Regierungschef: Ministerpräsident Wassil Radoslawow (1886–1887, 1913–1918)

- Dänemark
  - Staatsoberhaupt: König Christian X. (1912–1947) (1918–1944 König von Island)
  - Regierungschef: Ministerpräsident Carl Theodor Zahle (1909–1910, 1913–1920)

- Deutsches Reich
  - Kaiser: Wilhelm II. (1888–1918)
    - Reichskanzler: Theobald von Bethmann Hollweg (1909–1917)
    - Reichskanzler: Georg Michaelis (14. Juli 1917 – 1. November 1917)
    - Reichskanzler: Georg Graf von Hertling (1917–1918)

  - Anhalt
    - Herzog: Friedrich II. (1904–1918)
      - Staatsminister: Ernst von Laue (1910–1918)

  - Baden
    - Großherzog: Friedrich II. (1907–1918)
      - Staatsminister: Alexander von Dusch (1905–1917)
      - Staatsminister: Heinrich Freiherr von und zu Bodman (1917–1918)

  - Bayern
    - König: Ludwig III. (1913–1918)
      - Vorsitzender im Ministerrat: Georg Freiherr von Hertling (1912–1917)
      - Vorsitzender im Ministerrat: Otto Ritter von Dandl (1917–1918)

  - Braunschweig
    - Herzog: Ernst August (1913–1918)

  - Bremen
    - Bürgermeister: Clemens Carl Buff (1915) (1917)

  - Reichsland Elsaß-Lothringen
    - Kaiserlicher Statthalter: Johann von Dallwitz (1914–1918)
      - Staatssekretär des Ministeriums für Elsaß-Lothringen: Georg Freiherr von Tschammer und Quaritz (1916–1918)

  - Hamburg
    - Erster Bürgermeister: Max Predöhl (1910–1911) (1914) (1917)

  - Hessen-Darmstadt
    - Großherzog: Ernst Ludwig (1892–1918)
      - Präsident des Gesamtministeriums: Carl von Ewald (1906–1918)

  - Lippe
    - Fürst: Leopold IV. (1905–1918)

  - Lübeck
    - Bürgermeister: Emil Ferdinand Fehling (1917–1920)

  - Mecklenburg-Schwerin
    - Großherzog: Friedrich Franz IV. (1897–1918)
      - Staatsminister: Adolf Langfeld (1914–1918)

  - Mecklenburg-Strelitz
    - Großherzog: Adolf Friedrich VI. (1914–1918)
      - Staatsminister: Heinrich Bossart (1908–1918)

  - Oldenburg
    - Großherzog: Friedrich August II. (1900–1918)
      - Staatsminister: Franz Friedrich Ruhstrat (1916–1918)

  - Preußen
    - König: Wilhelm II. (1888–1918)
      - Ministerpräsident: Theobald von Bethmann Hollweg (1909–1917)
      - Ministerpräsident: Georg Michaelis (14. Juli 1917 – 1. November 1917)
      - Ministerpräsident: Georg Graf von Hertling (1917–1918)

  - Reuß ältere Linie
    - Fürst: Heinrich XXIV. (1902–1918)
      - Regent: Heinrich XXVII. (Reuß jüngere Linie) (1908–1918)

  - Reuß jüngere Linie
    - Fürst: Heinrich XXVII. (Reuß jüngere Linie) (1913–1918)

  - Sachsen
    - König: Friedrich August III. (1904–1918)
      - Vorsitzender des Gesamtministeriums: Heinrich Gustav Beck (1914–1918)

  - Sachsen-Altenburg
    - Herzog: Ernst II. (1908–1918)

  - Sachsen-Coburg und Gotha
    - Herzog: Carl Eduard (1900–1918)
      - Staatsminister: Hans Barthold von Bassewitz (1914–1918)

  - Sachsen-Meiningen
    - Herzog: Bernhard III. (1914–1918)

  - Sachsen-Weimar-Eisenach
    - Großherzog: Wilhelm Ernst (1901–1918)

  - Schaumburg-Lippe
    - Fürst: Adolf II. (1911–1918)
    - Regierungschef: Staatsminister Friedrich von Feilitzsch (1898–1918)

  - Schwarzburg-Rudolstadt
    - Fürst: Günther Victor (1890–1918)

  - Schwarzburg-Sondershausen (ab 1909 in Personalunion mit Schwarzburg-Rudolstadt)
    - Fürst: Günther Victor (1909–1918)

  - Waldeck und Pyrmont (seit 1968 durch Preußen verwaltet)
    - Fürst: Friedrich (1893–1918)
    - Preußischer Landesdirektor: Wilhelm von Redern (1914–1918)

  - Württemberg
    - König: Wilhelm II. (1891–1918)
      - Präsident des Staatsministeriums: Karl von Weizsäcker (1906–1918)

- Finnland
  - Regierungschef: Staatsminister Pehr Evind Svinhufvud (27. November 1917–1918)

- Frankreich
  - Staatsoberhaupt: Präsident Raymond Poincaré (1913–1920)
  - Regierungschef:
    - Präsident des Ministerrats Aristide Briand (1915–20. März 1917)
    - Präsident des Ministerrats Alexandre Ribot (20. März–12. September 1917)
    - Präsident des Ministerrats Paul Painlevé (12. September–16. November 1917)
    - Präsident des Ministerrats Georges Clemenceau (16. November 1917–1920)

- Griechenland
  - Staatsoberhaupt:
    - König Konstantin I. (1913–11. Juni 1917)
    - König Alexander I. (11. Juni 1917–1920)

  - Regierungschef:
    - Ministerpräsident Spyridon Lambros (1916–5. Februar 1917)
    - Ministerpräsident Alexandros Zaimis (5. Februar–27. Juni 1917)
    - Ministerpräsident Eleftherios Venizelos (27. Juni 1917–1920)

- Italien
  - Staatsoberhaupt: König Viktor Emanuel III. (1900–1946)
  - Regierungschef:
    - Ministerpräsident Paolo Boselli (1916–29. Oktober 1917)
    - Präsident des Ministerrats Vittorio Emanuele Orlando (29. Oktober 1917–1919)

- Liechtenstein
  - Herrscher: Fürst Johann II. (1858–1929)

- Luxemburg (besetzt)
  - Staatsoberhaupt: Großherzogin Maria-Adelheid (1912–1919)
  - Regierungschef:
    - Regierungspräsident Victor Thorn (1916–1917)
    - Regierungspräsident Léon Kauffman (1917–1918)

- Monaco
  - Staatsoberhaupt: Fürst: Albert I. (1889–1922)
  - Regierungschef: Staatsminister Émile Flach (1911–Dezember 1917)

- Montenegro (besetzt)
  - Staatsoberhaupt: König Nikola I. Petrović-Njegoš (1860–1918) (bis 1910 Fürst)
  - Militär-Generalgouverneur:
    - General Viktor Weber Edler von Webenau (1916–10. Juli 1917)
    - Generalmajor Heinrich Graf Clam-Martinic (10. Juli 1917–1918)

  - Regierungschef:
    - Ministerpräsident Andrija Radovic (1916–17. Januar 1917)
    - Ministerpräsident Milo Matanovic (17. Januar–11. Juni 1917)
    - Ministerpräsident Evgenije Popovic (11. Juni 1917–1918)

- Neutral-Moresnet (1915–1918 unter preußischer Verwaltung)
  - Staatsoberhaupt: König von Preußen Wilhelm II. (1888–1918)
    - Kommissar: Walter The Losen (1909–1918)

  - Bürgermeister: Wilhelm Kyll (1915–1918)

- Niederlande
  - Staatsoberhaupt: Königin Wilhelmina (1890–1948)
  - Regierungschef: Ministerpräsident Pieter Cort van der Linden (1913–1918)

- Norwegen
  - Staatsoberhaupt: König Haakon VII. (1906–1957)
  - Regierungschef: Ministerpräsident Gunnar Knudsen (1913–1920)

- Osmanisches Reich (heute: Türkei)
  - Herrscher: Sultan Mehmed V. (1909–1918)
  - Regierungschef:
    - Großwesir Said Halim Pascha (1913–3. Februar 1917)
    - Großwesir Mehmed Talat Pascha (1917–1918)

- Österreich-Ungarn
  - Staatsoberhaupt: Kaiser Karl I. (1916–1918)
  - Regierungschef:
    - Ministerpräsident Heinrich Graf von Clam-Martinic (1916–23. Juni 1917)
    - Ministerpräsident Ernst Ritter Seidler von Feuchtenegg (23. Juni 1917–1918)

- Portugal
  - Staatsoberhaupt: Präsident Bernardino Machado (1915–5. Dezember 1917)
  - Regierungschef:
    - Ministerpräsident António José de Almeida (1916–25. April 1917)
    - Ministerpräsident Afonso Augusto da Costa (25. April–8. Dezember 1917)
    - General Sidónio Pais (8. Dezember 1917–1918)

- Rumänien
  - Staatsoberhaupt: König Ferdinand I. (1914–1927)
  - Regierungschef: Ministerpräsident Ion I. C. Brătianu (1914–1918)

- Russland
  - Staatsoberhaupt:
    - Zar Nikolaus II. (1894–15. März 1917)
    - Vorsitzender des Gesamtrussischen Zentralexekutivkomitees Lew Borissowitsch Kamenew (9. November–21. November 1917)
    - Vorsitzender des Gesamtrussischen Zentralexekutivkomitees Jakow Michailowitsch Swerdlow (21. November 1917–1919)

  - Regierungschef:
    - Zar Nikolaus II. (1894–15. März 1917)
    - Ministerpräsident Fürst Georgi Jewgenjewitsch Lwow (23. März–21. Juli 1917)
    - (provisorisch) Ministerpräsident Alexander Fjodorowitsch Kerenski (21. Juli–26. Oktober 1917 des alten russischen Kalenders = 8. November 1917)
    - Vorsitzender des Rats der Volkskommissare Wladimir Iljitsch Lenin (9. November 1917–1924)

- San Marino
  - Capitani Reggenti:
    - Gustavo Babboni (1904–1905, 1908, 1912, 1916–1. April 1917) und Giovanni Arzilli (1906–1907, 1910, 1916–1. April 1917)
    - Egisto Morri (1. April 1917–1. Oktober 1917, 1921–1922) und Vincenzo Marcucci (1912–1913, 1. April 1917–1. Oktober 1917)
    - Angelo Manzoni Borghesi (1911–1912, 1. Oktober 1917–1918, 1924, 1931, 1934–1935, 1940) und Giuseppe Balducci (1. Oktober 1917–1918, 1922–1923)

  - Regierungschef:
    - Liste der Außenminister San Marinos Menetto Bonelli (1910–1918)

- Schweden
  - Staatsoberhaupt: König Gustav V. (1907–1950)
  - Regierungschef:
    - Ministerpräsident Hjalmar Hammarskjöld (1914–30. März 1917)
    - Ministerpräsident Carl Swartz (30. März–19. Oktober 1917)
    - Ministerpräsident Nils Edén (19. Oktober 1917–1920)

- Schweiz[1]
  - Bundespräsident: Edmund Schulthess (1917, 1921, 1928, 1933)
  - Bundesrat:
    - Eduard Müller (1895–1919)
    - Ludwig Forrer (1903–31. Dezember 1917)
    - Arthur Hoffmann (1911–19. Juni 1917)
    - Giuseppe Motta (1911–1940)
    - Camille Decoppet (1912–1919)
    - Edmund Schulthess (1912–1935)
    - Felix Calonder (1913–1920)
    - Gustave Ador (26. Juni 1917–1919)

- Serbien (besetzt)
  - Staatsoberhaupt: König Peter I. (1903–1918)
  - Regierungschef: Ministerpräsident Nikola Pašić (1912–1918)

- Spanien
  - Staatsoberhaupt: König Alfons XIII. (1886–1941)
  - Regierungschef:
    - Regierungspräsident Álvaro Figueroa Torres (1915–19. April 1917)
    - Regierungspräsident Manuel García Prieto (19. April–11. Juni 1917)
    - Regierungspräsident Eduardo Dato Iradier (11. Juni–3. November 1917)
    - Regierungspräsident Manuel García Prieto (4. November 1917–1918)

- Ukraine
  - Staats- und Regierungschef: Präsident Mychajlo Hruschewskyj (27. März 1917–1918)

- Vereinigtes Königreich
  - Staatsoberhaupt: König Georg V. (1910–1936)
  - Regierungschef: Premierminister Earl David Lloyd George (1916–1922)